# Casa de Orleans

Armas de los Orleans hasta el s. XIV.

La casa de Orleans (en francés: Maison d'Orléans), también conocida como casa de Borbón-Orleans, ha sido durante muchos siglos una de las más importantes familias francesas. El duque de Orleans siempre ha sido un personaje estrechamente ligado al rey de Francia.
En 1660, Luis XIV de Francia concedió el título de duque de Orleans a su único hermano, Felipe, que sería el fundador de la casa de Orleans que se prolonga hasta nuestros días. Estos ostentarían el título de duque de Orleans junto con el de primer príncipe de sangre hasta la caída de la monarquía borbónica.
En 1830 la casa de Orleans se convirtió en la casa gobernante, cuando la Revolución de Julio depuso a Carlos X de la restaurada casa de Borbón y colocó en su lugar a Luis Felipe III, duque de Orleans, quien reinó con el nombre de Luis Felipe I.

## Duques de Orleans
- Felipe I de Orleans (1660-1701). Hijo del rey Luis XIII de Francia.
- Felipe II de Orleans (1701-1723). Regente de Luis XV de Francia.
- Luis I de Orleans (1723-1752).
- Luis Felipe I de Orleans (1752-1785).
- Luis Felipe II de Orleans, 1785-1793) renunció a su título en 1792, tomando el nombre de "Felipe Igualdad".
- Luis Felipe III de Orleans (1793-1830), luego Luis Felipe I de los franceses.

## Rey de los franceses
- Luis Felipe I (1830-1848).

## Pretendientes a la Corona de Francia
- Luis Felipe de Orleans y Borbón-Penthièvre, Luis Felipe I (1848-1850)

- Luis Felipe de Orleans y Mecklemburgo-Schwerin, Luis Felipe II y Felipe VII (1850 y 1883-1894).
- Luis Felipe de Orleans y Orleans-Borbón, Felipe VIII (1894-1926).
- Juan de Orleans y Orleans, Juan III (1926-1940).
- Enrique de Orleans y Orleans, Enrique VI (1940-1999).
- Enrique de Orleans y Orleans-Braganza, Enrique VII (1999-2019).
- Juan de Orleans y Wurttemberg, Juan IV (2019-presente)

## Pretendientes al Trono de Brasil
- Gastón de Orleans y Sajonia-Coburgo-Kohary, pretendiente con Isabel de Braganza (1891-1921).
- Pedro de Orleans-Braganza y Borbón-Dos Sicilias, Pedro III (1921-1981).
- Luis de Orleans-Braganza y Baviera, Luis I (1981-2022).
- Beltrán de Brasil, Bertrand I (Desde 2022).

## Nota aclaratoria
1. ↑  La Casa de Orleans-Braganza nunca llegó a gobernar de en Brasil, la monarquía fue abolida en Brasil en 1889.